# Бюро за преброяване на населението на САЩ
Бюрото за преброяване на населението на САЩ (на английски: United States Census Bureau) е част от Министерството на търговията на САЩ (United States Department of Commerce). Бюрото е правителствено министерство, отговорно за провеждането на преброяването на населението на САЩ.
Конституцията на САЩ указва населението да бъде преброено веднъж на всеки 10 години (чрез Преброяване на населението), а броят на щатските представители в Камарата на представителите се определя от броя на населението на всеки щат. Бюрото за преброяване на населението събира статистически данни за населението и икономиката на САЩ. Бюрото е базирано в Сютленд, щата Мериленд и има 12 регионални офиса в градовете Атланта, Бостън, Далас, Денвър, Детройт, Канзас Сити, Лос Анджелис, Ню Йорк, Сиатъл, Филаделфия, Чикаго и Шарлът.